# Emder Stadtgraben
Der Emder Stadtgraben ist ein Kanal in der ostfriesischen Stadt Emden, der Anfang des 17. Jahrhunderts im Zuge des Baus des Emder Walls angelegt wurde. Er diente bis zur Schleifung des Walls als Teil des Befestigungswerkes und darüber hinaus bis ins frühe 20. Jahrhundert als Transportweg in der ostfriesischen Binnenschifffahrt.

## Verlauf und Nebengewässer
Der Emder Stadtgraben beginnt am Alten Graben im Westen der Emder Innenstadt und legt sich halbkreisförmig im Westen, Norden und Osten um die Kernstadt herum. Vom Stadtgraben zweigt nach wenigen Hundert Metern Verlauf das Larrelter Tief ab, das nach Westen in Richtung des gleichnamigen Stadtteils fließt. Im Norden kreuzt das Hinter Tief den Stadtgraben, im Nordwesten zweigt das Treckfahrtstief ab, das in Richtung Kleines Meer fließt. Der Emder Stadtgraben endet an der Kesselschleuse, einer seltenen Ringkammerschleuse, die gleich vier Kanäle miteinander verbindet: neben dem Stadtgraben den Ems-Jade-Kanal, das Fehntjer Tief und den Ausläufer des Falderndelftes, einem mittelalterlichen bis frühneuzeitlichen Teil des Emder Hafens.

## Geschichte
Der Emder Stadtgraben ist von 1606 bis 1616 durch den städtischen Baumeister Gerhart Evert Pilooth, später beraten durch den niederländischen Festungsbaumeister Johan van Valckenburgh, als Teil des Befestigungsgürtels um die Stadt angelegt worden. Die erste und zugleich größte Bewährungsprobe hatte die modernisierte Emder Stadtbefestigung während des Dreißigjährigen Krieges zu bestehen, als Ostfriesland von Truppen des protestantischen Heerführers Ernst von Mansfeld als Ruhe- und Rückzugsraum benutzt wurde. Während der Rest der Grafschaft große Not zu leiden hatte, blieb Emden als einziger Ort unbesetzt. Nachdem sie 1622 in Ostfriesland angekommen waren, schritten die Mansfeld’schen Truppen im Januar 1623 auf die Stadt vor und besetzten die Dörfer der Umgebung: Borssum, Uphusen, Wolthusen, Hinte und Larrelt. Obwohl Mansfeld über mehrere Tausend Soldaten und auch Erfahrung im Festungskampf verfügte, gelang es ihm nicht, sich der Stadt viel weiter als bis zur Schussweite ihrer Kanonen zu nähern.
Jahrhundertelang waren die natürlichen Tiefs, Entwässerungskanäle und eben auch der Stadtgraben als Verbindung zwischen den Kanälen westlich von Emden und denen östlich von Emden, der wichtigste Verkehrsträger der Region. Über Gräben und Kanäle waren nicht nur die Dörfer, sondern auch viele Hofstellen mit der Stadt Emden und dem Hafenort Greetsiel verbunden. Besonders der Bootsverkehr mit Emden war von Bedeutung. Dorfschiffer übernahmen die Versorgung der Orte mit Gütern aus der Stadt und lieferten in der Gegenrichtung landwirtschaftliche Produkte: „Vom Sielhafenort transportierten kleinere Schiffe, sog. Loogschiffe, die umgeschlagene Fracht ins Binnenland und versorgten die Marschdörfer (loog = Dorf). Bis ins 20. Jahrhundert belebten die Loogschiffe aus der Krummhörn die Kanäle der Stadt Emden.“
Torf, der zumeist in den ostfriesischen Fehnen gewonnen wurde, spielte über Jahrhunderte eine wichtige Rolle als Heizmaterial für die Bewohner der Krummhörn. Die Torfschiffe brachten das Material auf dem ostfriesischen Kanalnetz bis in die Dörfer der Krummhörn. Auf ihrer Rückfahrt in die Fehnsiedlungen nahmen die Torfschiffer oftmals Kleiboden aus der Marsch sowie den Dung des Viehs mit, mit dem sie zu Hause ihre abgetorften Flächen düngten.

## Freizeit und Infrastruktur
Das zur Innenstadt weisende Ufer ist zum größten Teil unbebaut, in den Stadtteilen Bentinkshof und Groß-Faldern finden sich lediglich die Vereinsheime und Bootshäfen des Wassersportvereins Emden und des Emder Rudervereins. Das gesamte Vorfeld der Wallanlagen ist in den 1970er Jahren ansonsten als Promenade für Naherholungszwecke ausgebaut worden. Das stadtauswärts weisende Ufer ist lediglich im Stadtteil Früchteburg auf einem kurzen Abschnitt mit Wohnhäusern bebaut. Ansonsten findet sich an jenem Ufer lediglich (halb-)öffentliche Infrastruktur, darunter in Früchteburg ein kombiniertes Hallen- und Freibad, in Barenburg der Bolardus-Friedhof und das Klinikum Emden und in Wolthusen zwei Straßen, an denen die Bebauung sich lediglich auf die vom Ufer abgewandte Straßenseite erstreckt.